# Calandrinia
Genre
Classification phylogénétique
Calandrinia est un genre de plantes de la famille des Portulacaceae selon la classification de Cronquist ou de la famille des Montiaceae selon la classification phylogénétique.

## Étymologie
Ce genre doit son nom à Jean-Louis Calandrini, un botaniste genevois du XVIIIe siècle.

## Distribution
Les plantes de ce genre sont originaires d'Australie, du Chili, et de l'ouest de l'Amérique du Nord.

## Description
Les espèces du genre Calandrinia sont des plantes herbacées annuelles aux fleurs de couleurs allant du rouge au pourpre et au blanc.

## Liste des espèces
Selon NCBI (14 juil. 2011) :
- Calandrinia acaulis
- Calandrinia affinis
- Calandrinia axilliflora
- Calandrinia breweri
- Calandrinia caespitosa
- Calandrinia caespitosa × Calandrinia compacta
- Calandrinia carolinii
- Calandrinia chamissoi
- Calandrinia ciliata
- Calandrinia colchaguensis
- Calandrinia compacta
- Calandrinia compressa
- Calandrinia crassifolia
- Calandrinia discolor
- Calandrinia feltonii
- Calandrinia laxiflora
- Calandrinia menziesii
- Calandrinia monandra
- Calandrinia mucronulata
- Calandrinia oblongifolia
- Calandrinia speciosa
- Calandrinia thyrsoidea
- Calandrinia tricolor
- Calandrinia villanuevae